# 태정관부
태정관부(太政官符)는 일본의 율령제에서 태정관(太政官)의 관할 관청 및 지방 고쿠가에 발령했던 정식 공문서이다. 관부(官符)라고도 한다.

## 개요
부(符)란 원래 관청에서 해당 관청의 관할 아래에 있는 하위 관청에 발부하는 명령 문서를 가리켰으며, 태정관 외의 관청에서도 이 '부'를 발급할 수 있었는데, 태정관이 원칙적으로 다른 모든 관청에 대해 부를 발부할 수 있는 지위에 있었을 뿐만 아니라 격(格)과 같은 중요한 법령도 태정관부 서식을 써서 내는 경우가 있었으므로, 태정관부는 가장 중요하게 여겨졌다.
이 문서가 각 관청, 고쿠가 등의 정무 기관에 보내지고, 실무상의 효력을 발휘하였다. 예를 들어 헤이안 시대에 있어 장원 성립을 승인받는 데에는 태정관부 및 민부성에서 발부한 민부성부(民部省符)가 필요했고 이러한 형태로 성립된 장원을 관성부장(官省符莊)이라고 불렀다.
태정관부는 천황의 재가 또는 국정의 중추를 맡고 있던 태정관 회의(의정관회의, 구교 회의라고도 하였다)의 결정을 받아, 변관국(弁官局)에서 그 문서가 작성되고 각 관사, 구니에 발급되는 것이 율령상의 원칙이었다. 율령제 초기에는 원칙대로 의정관 회의에서 결정을 받아 태정관부가 발급되었을 것으로 여겨지고 있는데, 헤이안 시대 중엽에 이르러서는 상경(上卿, 태정관 필두)이 주재하는 진정에 대한 결정을 토대로 태정관부가 발급되게 되었다.
헤이안 시대 후기에 이르면 관부보다도 발급 양식이나 절차가 간단한 관선지(官宣旨)나 인세이 아래에서 발급되던 인젠(院宣)이 주류가 되면서 관부는 방폐되었다.
겐무 신정 후기에는 고다이고 천황(後醍醐天皇)이 윤지(綸旨)라는 천황의 사적인 명령을 대신해 태정관부를 발급하기도 했다. 1960년대 사토 신이치 등의 설에서는 고다이고 천황이 '윤지 만능주의'를 선호했던 독재군주였고 그의 암담하고 우둔한 정책으로 인해 윤지의 권위는 떨어지고 독재제를 형식상 제한하는 태정관부를 발급할 수 밖에 없었기 때문이라고 해석하고 고다이고 천황의 정책을 '패배'라고 부정적으로 평가하였다. 그러나 2007년 가이 겐료(甲斐玄洋)는 가마쿠라 시대의 이른바 '덕정'(德政)과 구게 법(公家法)에 관한 20세기 말부터의 연구 진전을 이어받아, 다이다이리(大內裏, 황궁) 조영과 태정관부 발급 시기가 연동되어 있었던 것도 감안할 때 태정관부 발급은 조정의 의례 부흥과 관련이 있다고 보는 것이 합당하다고 지적하고, 사토의 학설과는 반대로 구게 덕정을 지향하던 고다이고 천황의 정치 사상에 관련이 있다고 주장하였다.

## 참고 문헌
- 甲斐玄洋「<論説> 建武政権の太政官符発給 : 政権の理念と構想の一断面」『学習院史学』第45巻、2007年、 18–34。 열람은 자유(일본어)

## 같이 보기
- 태정관포고와 태정관달